# Accord de libre-échange entre l'Union européenne et la Corée du Sud
L'accord de libre-échange entre l'Union européenne et la Corée du Sud est un traité entré en vigueur le 1er juillet 2011, après plusieurs années de négociations, qui libéralise les échanges commerciaux entre l'Union européenne et la Corée du Sud. Il est le premier traité commercial établi entre l'Union européenne et un pays asiatique et marque donc un palier dans l'évolution des relations entre la Corée du Sud et l'Union européenne.

## Histoire

### Contexte

#### Autres accords de libre-échange des deux régions
L'accord de libre-échange entre l'Union européenne et la Corée du Sud s'inscrit dans un contexte international plus large marqué par l'échec des grandes négociations multilatérales comme le cycle de Doha.
En conséquence, l'Union européenne, comme beaucoup d'autres pays, a privilégié les accords bilatéraux notamment avec l'Amérique du Sud et l'Asie, des discussions ont ainsi été entamées dès le début des années 2010 avec l'Inde ou la Malaisie afin d'établir un traité de libre-échange.
Depuis 2004, la Corée du Sud est également engagée dans de nombreux accords de libre-échange, dont certains sont, en 2014, déjà conclus comme ceux avec le Chili, Singapour, les États-Unis ou avec l'ASEAN et d'autres encore en négociation.

#### Droits de douane avant l'accord
Avant l'application de cet accord, les droits de douane entre les deux entités étaient en moyenne de 5,3 % pour ceux de l'Union européenne, avec des droits de douane de 13,9 % sur les produits agricoles et de 4 % sur les produits non agricoles, alors qu'ils étaient en moyenne de 12,1 % pour ceux de la Corée du Sud, avec des droits de douane de 48,6 % pour les produits agricoles et de 6,6 % pour les produits non agricoles.
En prenant en compte les volumes de marchandises échangés, les droits de douane étaient en moyenne de 2,8 % pour l'Union européenne, avec respectivement des droits de douane de 9,9 % et de 2,4 % pour les denrées agricoles et non agricoles ; alors qu'ils étaient, toujours en pondérant selon les volumes de marchandises échangés, en moyenne de 7,4 % pour la Corée du Sud, mais de 93,3 % sur les produits agricoles et de 3,6 % sur les produits non agricoles.
30,1 % des produits agricoles et 26,7 % des produits non agricoles n'avaient pas de droits de douane pour entrer dans l'Union européenne, alors qu'il n'y avait que 6,1 % des produits agricoles et 17,1 % des produits non agricoles qui n'avaient pas de droits de douane pour entrer en Corée.
De même les barrières non tarifaires de la Corée du Sud sont vues comme plus présentes et plus fortes que celles de l'Union européenne, avant ce traité.

### Négociation, signature, ratification et mise en place
Les négociations pour cet accord de libre-échange ont démarré en mai 2007. Le texte a été signé formellement le 15 octobre 2009.
Le Gukhoe, l'Assemblée nationale de la Corée du Sud, a ratifié le traité en mai 2011 malgré l'opposition parlementaire qui s'alarmait des possibles conséquences importantes que pourrait induire l'accord de libre-échange sur les agriculteurs sud-coréens. Effectivement, l'UE exporte principalement vers la Corée du Sud des machines industrielles, des voitures, des produits chimiques et des produits agricoles alors que la Corée exporte en Europe des voitures, des bateaux, du matériel électroniques et des semi-conducteurs.
Le texte a été ratifié par le Danemark et l'Estonie en 2010, par la Bulgarie, la République Tchèque, la Lettonie, la Hongrie, l'Autriche, la Pologne, la Slovaquie et la Suède en 2011, par l'Espagne, la Lituanie, le Luxembourg, les Pays-Bas, le Portugal, la Roumanie et le Royaume-Uni en 2012, par la Belgique, l'Allemagne, l'Irlande, l'Italie, Malte et la Slovénie en 2013
Le texte est entré en application le 1er juillet 2011, de manière provisoire, et de manière définitive en 2015.
Du côté européen, la Commission européenne se charge, depuis l'entrée en vigueur du traité, de le mettre en œuvre (à travers plusieurs commissions et groupes de travail), mais également de surveiller et de faire un rapport tous les deux mois aux États membres, au Parlement européen et aux associations professionnelles concernées par les importations de textiles, de voitures et d'appareils électriques. Elle établit également plus globalement un rapport de suivi annuel à destination du Parlement européen et des États membres.
En 2014, un protocole additionnel a permis à la Croatie, en tant que nouveau membre de l'Union européenne depuis 2013, de bénéficier de cet accord de libre-échange.

## Contenu
L'accord inclut un accord cadre qui rappelle de manière formelle et non contraignant l'attachement de l'Union européenne, de ses membres et de la Corée du Sud à un certain nombre de valeurs : les droits de l'homme, la liberté, le développement durable, la lutte contre la criminalité, la coopération entre les parties, etc. L'accord cadre inclut cependant également des dispositions plus contraignantes sur le commerce maritime ou encore sur la création d'un comité de suivi.
L'ALE a été conçu afin d’accroître les échanges entre l'UE et la Corée du Sud en supprimant près de 98 % des taxes douanières entre les deux zones à l'exclusion de quelques produits comme le riz qui ne sont pas inclus dans le traité. Ces réductions de droits de douane sont prévues pour avoir lieu en grande majorité les deux premières années, c'est-à-dire en 2011 et 2012. Une minorité devant avoir lieu entre 2013 et 2015, et une proportion anecdotique entre 2016 et 2019. L'accord permet l'accès au marché coréen sans droit de douane à de nombreux produits agricoles européens, comme le vin ou le whisky, des quotas d'exemptions de droits de douane ont également été instaurés pour le fromage européen.
En termes de barrière non tarifaire, l'accord UE-Corée harmonise de nombreuses normes, règlements, réduit l'obligation de certifications dans un certain nombre de cas et permet l'ouverture des nombreux marchés publics.
Une des avancées importantes du traité consiste en la suppression progressive des barrières commerciales non tarifaires notamment dans le domaine automobile, pharmaceutique et électronique. C'est-à-dire que les réglementations techniques qui entravent les exportations européennes sont en cours d'harmonisation ou d'abrogation. Ainsi des certifications supplémentaires sur l'importation de composants électroniques venant de l'Union européenne ne seront plus nécessaires. Dans le secteur automobile les normes techniques coréennes se calquent sur celles admises par l'Union européenne, à savoir la réglementation WP 29.
Sur des secteurs plus divers, le traité permet aux entreprises de télécommunications européennes d'avoir des filiales en Corée et de fournir des services de télécommunications à la population notamment via satellite. Les entreprises européennes de traitements de déchets et d'assainissement gagnent l'accès au marché coréen. Il en va de même pour les compagnies maritimes européennes. L'accord permet aux entreprises postales européennes de délivrer des colis et le courrier. L'accord permet aux cabinets d'avocats basés dans une pays de l'Union européenne d'ouvrir des antennes en Corée pour conseiller des clients sur d'autres droits que celui de la Corée du Sud. Le traité permet également l'accès aux marchés publics de Corée du Sud si ceux-ci ont une valeur de plus de 17 millions d'euros.

## Impacts économiques
Selon la Commission européenne le traité de libre-échange « devrait permettre de doubler le montant des échanges commerciaux bilatéraux entre l'UE et la Corée d'ici 20 ans, par rapport à un scénario sans ALE » tandis que l'institut coréen de politique économique (KIEP) prévoit une augmentation des exportations coréennes de 7,4 milliards d'euros et la création de 253 000 emplois.
Les effets de l'accord de libre-échanges, qui supprimera à terme 98 % des tarifs douaniers, se sont ressentis dès l'année suivant son entrée en vigueur, ainsi en 2011-2012 les exportations des produits complètement libéralisés ont augmenté de 32 % et dans le même temps l'exportation des produits partiellement libéralisés s'est accrue de 10 %. De même, le premier trimestre de l'année 2013 a vu, pour la première fois en quinze ans, un excédent commercial européen vis-à-vis de la Corée du Sud, et l'UE occupe depuis l'entrée en vigueur du traité une place plus importante dans les importations coréennes (passant par exemple de 9 % en 2011 à 9,7 % en 2012).
En 2015, les exportations de l'Union européenne vers la Corée ont augmenté de 55 % par rapport à 2011. L'ensemble des échanges entre les deux pays sont montés à 90 milliards d'euros en 2015. La balance commerciale déficitaire pour l'Union européenne vers la Corée du Sud, avant l'accord, est devenue bénéficiaire après celui-ci. Le secteur automobile est l'un des secteurs à avoir vu les exportations européennes augmenter et la balance commerciale se rétablir, après la signature du traité.
Une étude de la Banque centrale européenne (2023) montre que les exportations de l'Union européenne vers la Corée du Sud ont augmenté de 30 % ; celles de la Corée du Sud ont moins augmenté du fait notamment du déclin de son industrie navale et des délocalisations que son industrie électronique a subies.

## Critiques
Le traité de libre-échange a été la cible de critiques notamment de la part des constructeurs automobiles européens qui se plaignent de ne pas réussir à s'implanter en Corée du Sud du fait de barrières commerciales persistantes. En France, les constructeurs et le gouvernement, par la voix de son ministre Arnaud Montebourg, ont également accusé le traité d'avoir inondé le marché automobile européen : Montebourg affirmait ainsi en 2012 que « cet accord de libre-échange entre l’Union européenne et la Corée a été naïvement passé l’année dernière, et aujourd’hui nous nous retrouvons avec des augmentations sur le marché des diesels des petites cylindrées de 1 000 % ».